# Goldbachia
Goldbachia é um género botânico pertencente à família Brassicaceae.